# Ferdinand Arnodin
Ferdinand Joseph Arnodin est un ingénieur et industriel français né le 9 octobre 1845 à Sainte-Foy-lès-Lyon, mort le 14 avril 1924 à Châteauneuf-sur-Loire dans le Loiret.

## Débuts
Ferdinand Arnodin arrive très jeune à Châteauneuf-sur-Loire où il a suivi son père qui y travaille pour le compte de la maison Seguin frères comme chef de travaux. Marc Seguin s'était rendu célèbre pour avoir construit en 1825 le premier pont suspendu à l'aide de câbles constitués de fils de fer sur le Rhône à Tournon-sur-Rhône.
Il suit les cours de l'école professionnelle d'Orléans, puis son père le place dans diverses maisons de construction. Il y apprend les différents métiers de charpentier, de tailleur de pierres, du travail des pièces métalliques. Il va aussi aux cours du soir du Conservatoire national des arts et métiers.
En 1866, après la mort de son père, Ferdinand Arnodin est embauché comme inspecteur des ponts par la Société générale des ponts à péage, nouvelle société des frères Seguin. Son premier chantier est le Pont suspendu de Kermelo où il rencontre sa future épouse, Charlotte Kérihuel, qui a pour domicile la maison située à l'entrée du pont du côté de la commune de Plœmeur. Ils se marient le 15 septembre 1868 à Plœumeur.
La construction des ponts suspendus s'était arrêtée en France à la suite de l'effondrement du pont des chaînes d'Angers, en 1850, et celui du pont de La Roche-Bernard, en 1852. Il va en relancer la construction en améliorant leur stabilité vis-à-vis des actions dynamiques :
- augmentation de la rigidité des poutres latérales du tablier,
- invention des câbles toronés à torsions alternatives.

## Ponts suspendus et ponts transbordeurs

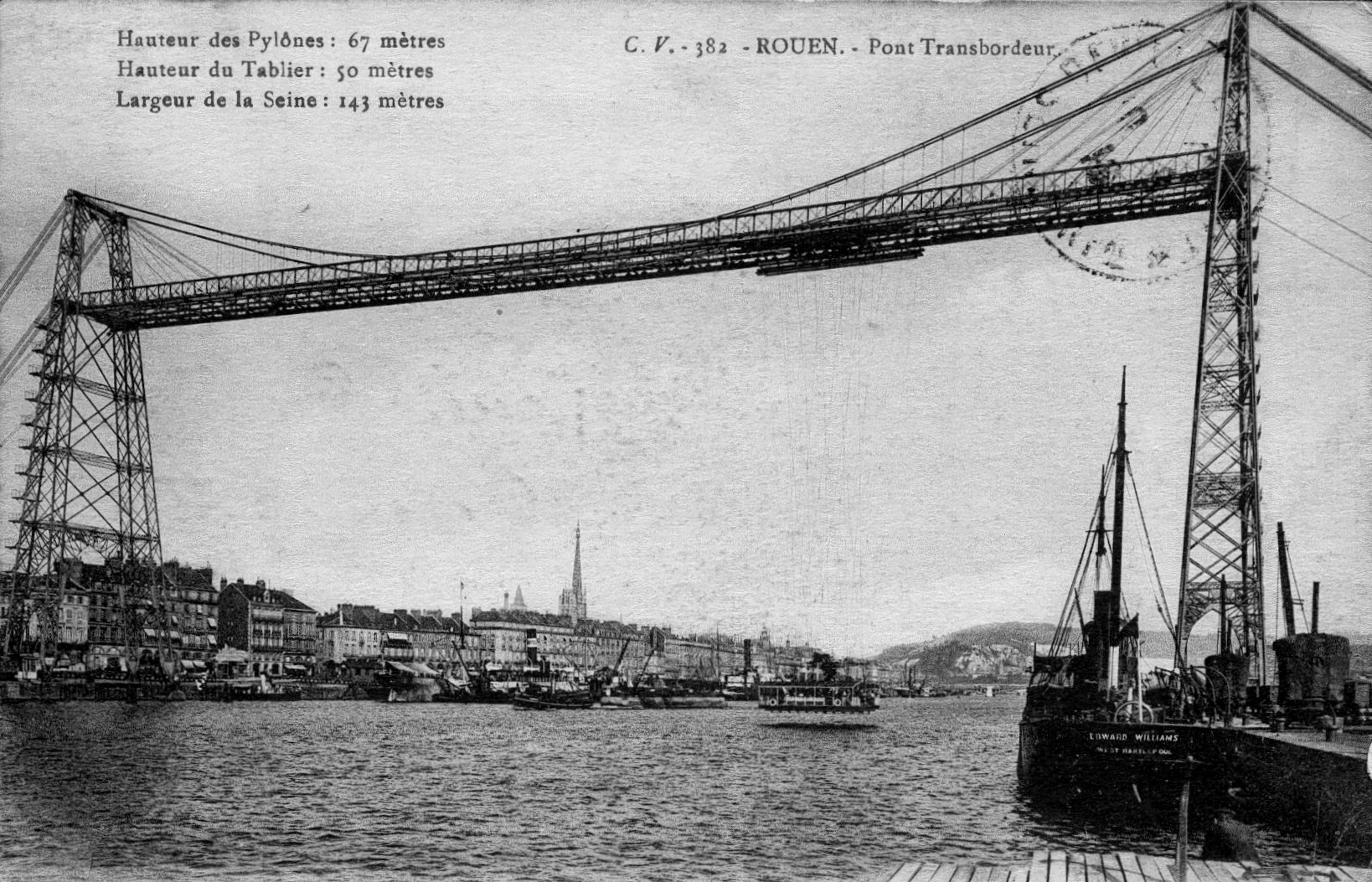
Pont transbordeur de Rouen.

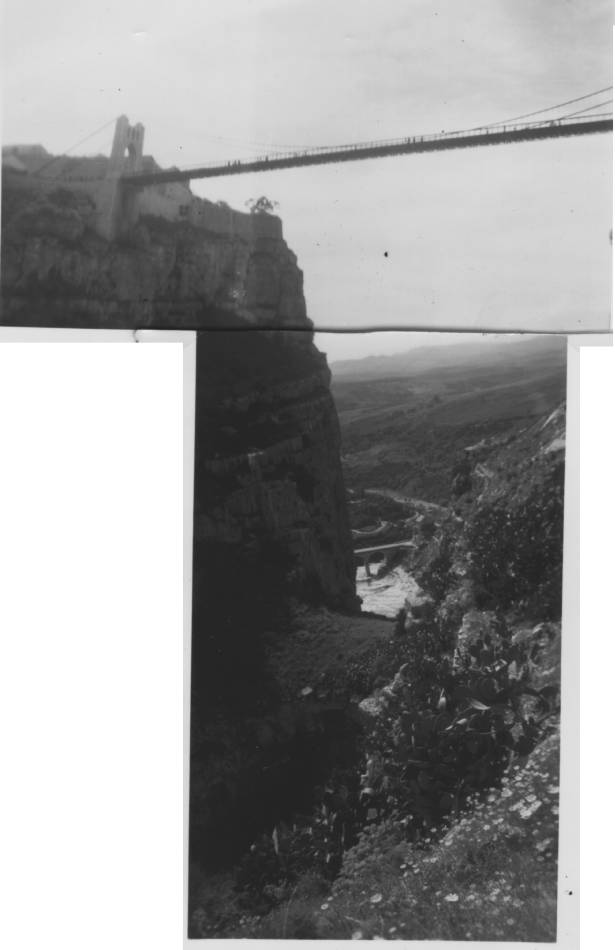
Passerelle Sidi M'Cid à Constantine.

Spécialiste des ponts à câbles, il est considéré comme l'inventeur des ponts transbordeurs. On lui en doit 9 parmi les 18 connus au monde. Trois d'entre eux subsistent de nos jours. Ce sont d'abord des ponts à câbles, puis à haubans. Il a déposé le 5 novembre 1887 un brevet « pour un système de pont à transbordeur pour grands débouchés servant à la traverse des voies maritimes ». La même année le jeune architecte Alberto del Palacio y Elissague met au point son projet de pont transbordeur à Portugalete.
Il a construit un grand nombre de ponts suspendus de la seconde génération (fin XIXe - début XXe siècle) , et il a aussi restauré et consolidé quantité de ponts suspendus anciens à câbles de la première génération (avant 1860) : les tabliers étaient renforcés et les vieux câbles de fil de fer remplacés par des câbles d'acier à torsions alternées, souvent avec adjonction de haubans (modification structurelle connue sous le nom de « Système Arnodin »).

## L'industriel
Son usine de fabrication et assemblage d'éléments métalliques préconstruits était établie à Châteauneuf-sur-Loire (la même ville où la firme Baudin Chateauneuf a son siège social).
Des vestiges de cette usine étaient encore visibles il y a quelques années, et la cheminée se dressait, à demi ruinée, entre le chemin de fer et la Loire.
Sur les murs de ses ateliers, il avait fait inscrire trois phrases :
- L'expérience est la source unique de la Vérité (Henri Poincaré),
- Toutes nos connaissances ont leur point de départ dans l'expérience (Emmanuel Kant),
- La plus grande qualité de l'ingénieur est l'observation.

Pendant toute sa carrière, son laboratoire d'expérimentation a été constitué par les ouvrages qu'il a construits. Ses innovations sont nées de la réponse à des problèmes posés par leur exécution, et l'amélioration de leur résistance et de leur sécurité.
Le musée de la marine de Loire de Châteauneuf-sur-Loire présente des souvenirs de ces ateliers : maquette ancienne du pont transbordeur de Nantes, section d'un câble d'acier fabriqué par Arnodin, photographies.

## Distinctions
- Commandeur de l'ordre du Nichan Iftikhar
- Officier de la Légion d'honneur

Il est titulaire d'une médaille de sauvetage (1874), officier de la Légion d'honneur (1912), chevalier de l'ordre royal d'Isabelle-la-Catholique et commandeur du Nichan Iftikhar.
Les Castelneuviens ont nommé en sa mémoire une rue de la cité où son fils a vécu, au no 1.

## Liste d'ouvrages d'art

### Ponts transbordeurs

#### à câbles
- 1893 Portugalete (Bilbao), « Pont de Biscaye », conçu par Alberto de Palacio, construit par Ferdinand Arnodin, en usage. Inscrit en 2007 sur la liste du patrimoine mondial de l'Unesco.
- 1898 Pont transbordeur de Rouen : détruit en 1940.
- 1898 Bizerte : démonté et reconstruit à Brest en 1909.
- 1900 Pont transbordeur de Rochefort-Martrou : monument historique rénové, en usage limité aux piétons et deux-roues à la saison estivale.

#### à haubans et contrepoids
- 1903 Pont transbordeur de Nantes : démonté en 1958, plaque commémorative et vestiges de piles et filetages.
- 1905 Pont transbordeur de Marseille : détruit en 1944, silhouette inséparable des films de Marcel Pagnol.

#### à câbles et haubans
- 1906 Pont transbordeur de Newport, à Newport (Pays de Galles), restauré, en usage

#### fin des ponts transbordeurs
- 1909 Brest : reconstruction de celui démonté à Bizerte ; détruit en 1944
- 1910 Pont transbordeur de Bordeaux : inachevé, piliers démontés en 1942. Il aurait été deux fois plus long que les autres, donc deux fois plus lent. On comprend donc l'abandon d'une technique devenue inadéquate en ce lieu.

### Ponts suspendus(ponts fixes, non transbordeurs) construits ou restaurés par Arnodin

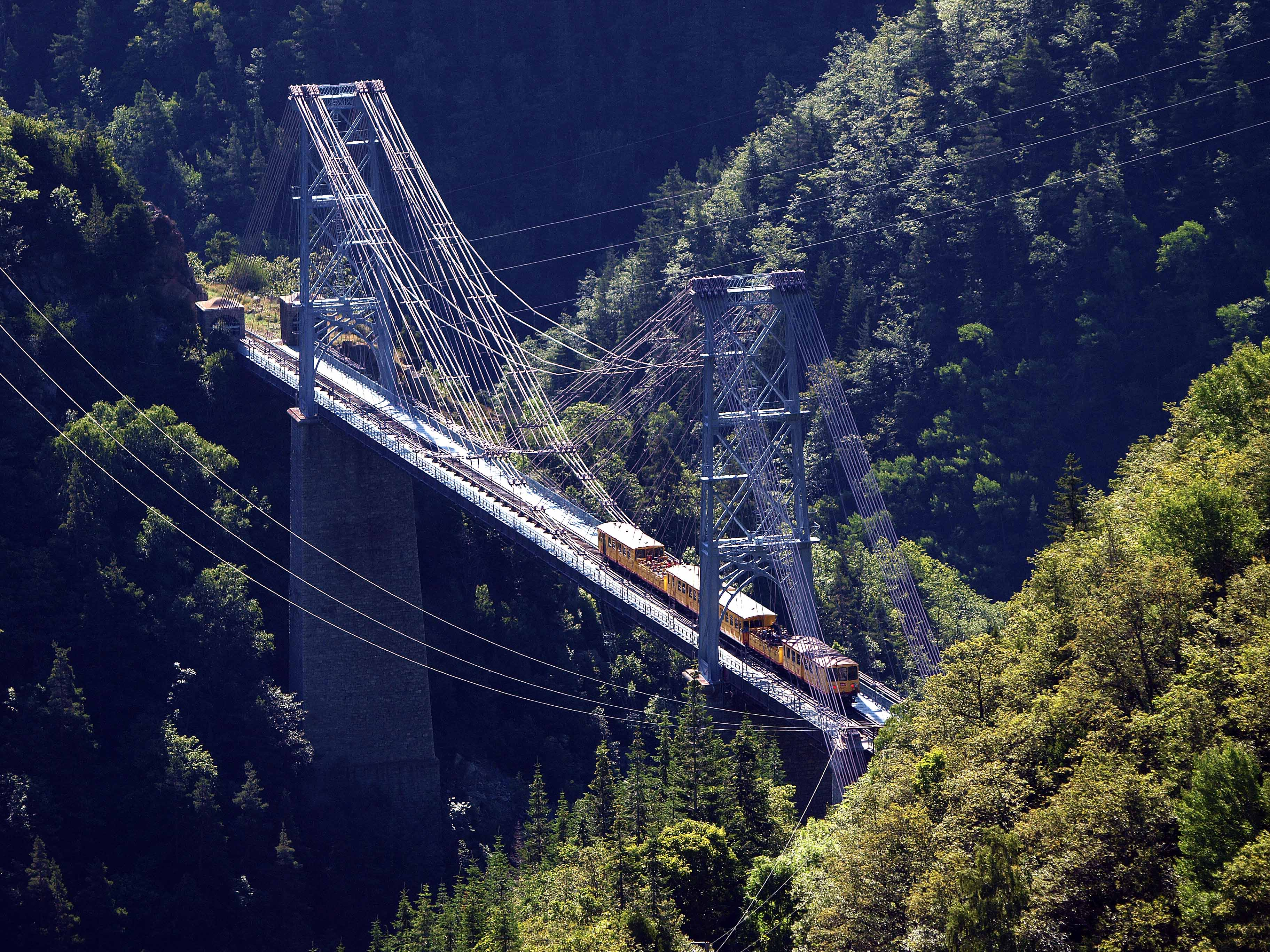
Pont de Cassagne (pont Gisclard)

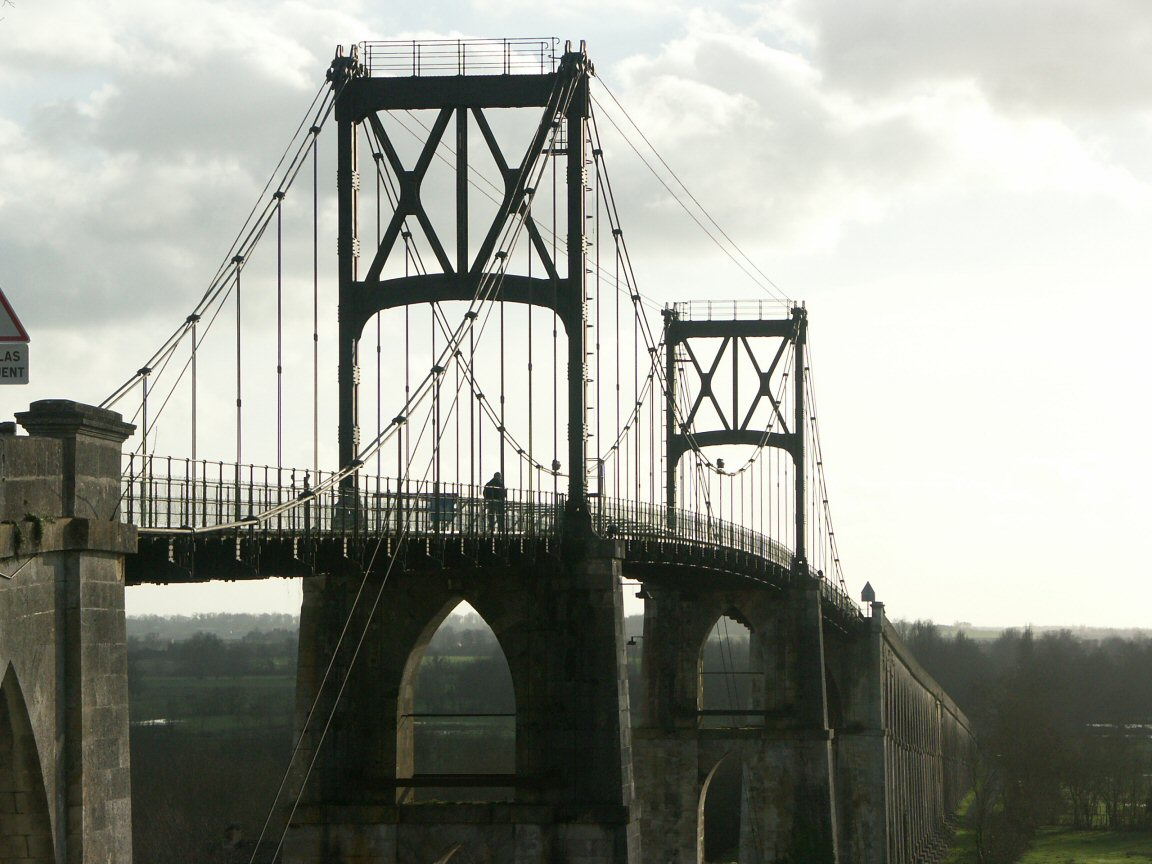
Pont suspendu de Tonnay-Charente

Ces ponts suspendus sont nombreux, dans toute la France et ses anciennes dépendances. Arnodin signait son travail sur une plaque de fonte : la liste est ouverte.

#### Ponts ferroviaires
- Pont de Cassagne (pont Gisclard) (1910), entre la halte de Sauto et la gare de Planès sur la ligne du train jaune qui va de (Villefranche-de-Conflent à Latour-de-Carol) situé sur la commune de Planès. C'est le seul pont suspendu ferroviaire encore en service en France (en 2019).
- Viaduc des Rochers Noirs, à Lapleau, pont suspendu de type Gisclard, construit pour les tramways de la Corrèze, 1913

#### Ponts routiers
- Pont de Saint-Ilpize, Haute-Loire, sur l'Allier (1879), 124 m de long, 35 m au-dessus de l'eau, chaussée de 3 m, premier pont  suspendu de F. Arnodin ;
- Pont de Bonny-sur-Loire, Loiret (1899-1902), sur la Loire ;
- Pont suspendu de Chilhac, Chilhac, Haute-Loire (1883), sur l'Allier ;
- Pont de Sidi M'Cid, Constantine, Algérie (1908), 168 m de long, 175 m au-dessus du Rhummel ;
- Passerelle Mellah-Slimane, Constantine, Algérie ;
- Passerelle Saint-Symphorien, à Tours (restauration) ;
- Pont de Groslée, Ain ;
- Pont de l'Abîme, entre Gruffy et Cusy, Haute-Savoie ;
- Pont de Parentignat, Puy-de-Dôme (1831), désaffecté ;
- Pont suspendu de la Rivière de l'Est, à La Réunion ;
- Pont de Tonnay-Charente, Charente-Maritime ;
- Pont de Saint-Léger (1889), à la Croix-sur-Roudoule, Alpes-Maritimes ;
- Pont de Bonpas (1894), à Caumont-sur-Durance Vaucluse, sur la Durance, détruit en 1944 lors de la retraite allemande ;
- Pont du Bonhomme sur le Blavet. Ce pont, achevé en 1904, reliait les communes de Lanester et Kervignac, dans le Morbihan. Aujourd'hui le tablier est détruit, seules restent les piles ;
- Pont suspendu des Andelys (1914) sur la Seine, dans l'Eure (département), détruit, reconstruit après 1944 ;
- Pont suspendu de La Croix Saint Ouen, dans l'Oise (1892), détruit en 39-45, reconstruit en 1949 ;
- Pont suspendu Anosizato à Antananarivo (Madagascar), 1909, 90m (détruit mais il existe des photos anciennes)[4][source insuffisante] ;
- Pont suspendu de Lamothe, édifié entre 1882 et 1887, il n'en reste plus que les pylônes après la dépose du tablier et des câbles en 1977.

## Publications
- Ferdinand Arnodin, « Notes sur les ponts suspendus. Application du système de la suspension aux ponts de grande ouverture pour voies ferrées », Annales des ponts et chaussées. 1ère partie, Mémoires et documents relatifs à l'art des constructions et au service de l'ingénieur, 8e série, t. 17,‎ 1er trimestre 1905, p. 127-140 (lire en ligne)
- Michel Barres, « Les premiers ponts suspendus de Ferdinand Arnodin à Saint-Ilpize et Chilhac », Cahiers de la Haute-Loire, Le Puy-en-Velay,‎ 1992